# Aaron Brink
Aaron Franklin Brink (Newport Beach, California; 12 de noviembre de 1974–San Diego, California; 26 de mayo de 2023), también conocido por su nombre artístico Dick Delaware, fue un actor pornográfico estadounidense y luchador profesional de artes marciales mixtas que competía en la división de peso semipesado, participando en combates para King of the Cage, RINGS, Ultimate Fighting Championship y World Extreme Cagefighting.
Era padre de Anderson Lee Aldrich, autor del tiroteo contra el Club Q de Colorado Springs en noviembre de 2022. Su suegro era el político republicano Randy Voepel, miembro de la Asamblea Estatal de California.

## Primeros años
Aaron Brink nació en noviembre de 1974 en Newport Beach (California). Fue criado por su padre, un obrero de Huntington Beach, y desarrolló pasiones por la lucha libre y el surf. Brink asistió al instituto Huntington High antes de ser expulsado por pelearse. De 1989 a 1992 entró y salió de centros de detención de menores en ocho ocasiones.
Brink fue detenido y condenado a cumplir condena por contrabando de marihuana de México a Estados Unidos. Durante su estancia en el correccional federal de isla Terminal, Brink se pasaba el día entrenando para luchar con un saco pesado. Fue puesto en libertad a los 24 años.

## Carrera en las artes marciales
Tras salir de la cárcel, Brink se puso en contacto con un viejo amigo que le animó a introducirse en las artes marciales mixtas. Debutó en los Campeonatos NHB de la Costa Oeste en diciembre de 1998, ganando tres combates por KO. En 2003 había luchado 24 veces, con un récord de 15-8 (1). Compitió en la promoción Gladiator Challenge, donde fue campeón interino de los pesos pesados, y en el Bare Knuckle Fighting Championship.

## Vida personal
Brink se casó con Laura Voepel, hija del político californiano Randy Voepel, en 1999, divorciándose de ella en 2001. Brink luchó durante mucho tiempo contra una adicción a la metanfetamina.
Era el padre de Anderson Lee Aldrich, que fue declarado culpable de cometer el tiroteo del Club Q de Colorado Springs los días 19 y 20 de noviembre de 2022 y condenado a cadena perpetua. Brink declaró que "elogió [a Aldrich] por su comportamiento violento realmente pronto", afirmando que era "instantáneo con resultados inmediatos". Aldrich trató de desvincularse de su padre tras mudarse a Colorado, cambiando su nombre para "protegerse" de Brink.
En una entrevista después del tiroteo, Brink declaró que era un "republicano conservador" y mormón, declaró que cuando se enteró de que el tiroteo fue en un bar LGBTQ, inicialmente se horrorizó por la posibilidad de que Aldrich pudiera ser gay; luego se sintió aliviado al descubrir que no era el caso. El reportero mencionó más tarde que su reacción no se incluyó en el informe original, pero cuando Brink se enteró de las víctimas se disculpó profusamente con la comunidad.
El 21 de mayo de 2016, Brink y otro hombre fueron arrestados en Rocklin (California) por intento de robo y posesión de un arma de fuego. Brink también fue acusado de violación de la libertad condicional y de estar bajo los efectos de una sustancia controlada.
Brink murió el 26 de mayo de 2023. Tenía 48 años.

## Combates realizados

### Registro en artes marciales mixtas
| Resultado     | Récord    | Oponente            | Método                                  | Evento                                 | Fecha                    | Ronda | Tiempo | Localización     |
| ------------- | --------- | ------------------- | --------------------------------------- | -------------------------------------- | ------------------------ | ----- | ------ | ---------------- |
| Victoria      | 29–27 (2) | Cody Sons           | TKO (puñetazos)                         | California Cage Wars 13                | 9 de junio de 2019       | 1     | 1:35   | Valley Center    |
| Victoria      | 28–27 (2) | William Johnson     | Sumisión (rear-naked choke)             | Gladiator Challenge: Redemption        | 31 de marzo de 2018      | 1     | 0:47   | Lincoln          |
| Victoria      | 27–27 (2) | John Rizzo          | Sumisión (Boston crab)                  | California Cage Wars 4                 | 4 de marzo de 2018       | 1     | 1:37   | Valley Center    |
| No presentado | 26-27 (2) | Dave Huckaba        | Sin resultado                           | Gladiator Challenge: Warpath           | 15 de octubre de 2016    | 1     | N/A    | Lincoln          |
| Derrota       | 26-27 (1) | Sean Loeffler       | KO (puñetazo)                           | Gladiator Challenge: MMA Smackdown     | 2 de abril de 2016       | 1     | 0:04   | El Cajón         |
| Derrota       | 26-26 (1) | Ashley Gooch        | TKO (sumisión a puñetazos)              | Duel for Domination 8                  | 14 de junio de 2014      | 1     | 0:29   | Mesa             |
| Derrota       | 26-25 (1) | Dan Huber           | Sumisión (verbal)                       | Rage In The Cage 170                   | 1 de febrero de 2014     | 1     | 0:52   | Phoenix          |
| Victoria      | 26–24 (1) | Adrian Perez        | TKO (puñetazos)                         | Gladiator Challenge: Summer Heat       | 30 de junio de 2013      | 1     | 0:23   | San Jacinto      |
| Derrota       | 25–24 (1) | Joe Riggs           | Sumisión (armbar)                       | Rage in the Cage 159                   | 11 de mayo de 2012       | 2     | 1:18   | Chandler         |
| Derrota       | 25–23 (1) | Julian Hamilton     | Sumisión (rear-naked choke)             | Rage in the Cage 158                   | 13 de abril de 2012      | 2     | 2:15   | Chandler         |
| Victoria      | 25–22 (1) | Jesse Varela        | Sumisión (rear-naked choke)             | TCF: Rumble at the Ranch 1             | 23 de abril de 2011      | 1     | 2:04   | Phoenix          |
| Derrota       | 24–22 (1) | Shawn Frye          | Sumisión (rear-naked choke)             | Rage in the Cage 151                   | 16 de abril de 2011      | 1     | 2:01   | Chandler         |
| Victoria      | 24–21 (1) | Larry Robertson     | TKO (sumisión a puñetazos)              | Rage in the Cage 150                   | 19 de marzo de 2011      | 1     | 0:55   | Chandler         |
| Derrota       | 23–21 (1) | Brad Peterson       | Sumisión (armbar)                       | Rage in the Cage 149                   | 19 de febrero de 2011    | 1     | 2:50   | Chandler         |
| Derrota       | 23–20 (1) | Vitor Vianna        | TKO (puñetazos)                         | Millennium Events: MMA Xplosion        | 9 de octubre de 2010     | 1     | 1:17   | Las Vegas        |
| Victoria      | 23–19 (1) | Dan Quinn           | TKO (parada médica)                     | Gladiator Challenge: Fahrenheit        | 20 de agosto de 2010     | 2     | 0:22   | San Jacinto      |
| Derrota       | 22–19 (1) | Travis Browne       | KO (puñetazos)                          | Gladiator Challenge: Vision Quest      | 21 de febrero de 2010    | 1     | 0:35   | San Jacinto      |
| Victoria      | 22–18 (1) | Lloyd Marshbanks    | TKO (corner stoppage)                   | MMA Xtreme 9                           | 3 de marzo de 2007       | 2     | N/A    | Tijuana          |
| Derrota       | 21–18 (1) | Sherman Pendergarst | Sumisión (rear-naked choke)             | PF 2: Live MMA                         | 18 de agosto de 2006     | 1     | 0:54   | Hollywood        |
| Victoria      | 21–17 (1) | Adam Nance          | KO (puñetazos)                          | LA EFN: Executive Fight Night          | 29 de julio de 2006      | 1     | N/A    | N/A              |
| Derrota       | 20–17 (1) | Eli Joslin          | Sumisión (guillotine choke)             | KOTC: Heavy Hitters                    | 2 de abril de 2006       | 1     | 1:52   | Coarsegold       |
| Derrota       | 20–16 (1) | Buckley Acosta      | KO (puñetazo)                           | KOTC 63: Final Conflict                | 2 de diciembre de 2005   | 1     | 0:10   | San Jacinto      |
| Derrota       | 20–15 (1) | Robert Beraun       | KO (puñetazos)                          | RITC 76: Hello Tucson                  | 11 de noviembre de 2005  | 2     | 2:04   | Tucson           |
| Derrota       | 20–14 (1) | Richard Montoya     | Sumisión (guillotine choke)             | KOTC: Execution Day                    | 29 de octubre de 2005    | 1     | 1:55   | Reno             |
| Derrota       | 20–13 (1) | Fabiano Scherner    | Sumisión (guillotine choke)             | IFC: Rock N' Rumble                    | 30 de julio de 2005      | 1     | 0:50   | Reno             |
| Victoria      | 20–12 (1) | John Meirzwa        | TKO (injury)                            | Universal Above Ground Fighting        | 28 de julio de 2005      | 1     | N/A    | California       |
| Derrota       | 19–12 (1) | Mike Whitehead      | Decisión (unánime)                      | UAGF: Clover Combat                    | 25 de marzo de 2005      | 3     | 5:00   | California       |
| Victoria      | 19–11 (1) | Jeff Ford           | TKO (sumisión a puñetazos y rodillazos) | Venom: First Strike                    | 18 de septiembre de 2004 | 1     | 1:47   | Huntington Beach |
| Victoria      | 18–11 (1) | Cory Timmerman      | TKO (sumisión a puñetazos)              | RITC 60: 'The Saint' Goes Marching In  | 20 de marzo de 2004      | 1     | 1:05   | Phoenix          |
| Victoria      | 17–11 (1) | Melville Calabaca   | Sumisión (rear-naked choke)             | ECS: Evolution                         | 19 de julio de 2003      | 1     | 0:33   | Phoenix          |
| Derrota       | 16–11 (1) | Wade Shipp          | TKO (sumisión a strikes)                | Hitman Fighting Productions 3          | 2 de mayo de 2003        | N/A   | N/A    | Santa Ana        |
| Derrota       | 16–10 (1) | Andy Montana        | Sumisión (armbar)                       | RITC 47: Unstoppable                   | 12 de abril de 2003      | 2     | 1:40   | Phoenix          |
| Derrota       | 16–9 (1)  | Alistair Overeem    | Sumisión (guillotine choke)             | 2H2H 6: Simply the Best 6              | 16 de marzo de 2003      | 1     | 0:53   | Róterdam         |
| Victoria      | 16–8 (1)  | Allan Sullivan      | KO (puñetazo)                           | CFM: Cage Fighting Monterrey           | 30 de enero de 2003      | 1     | N/A    | Monterrey        |
| Victoria      | 15–8 (1)  | Mike Bourke         | TKO (puñetazos)                         | HFP 2: Hitman Fighting Productions 2   | 9 de noviembre de 2002   | 1     | 0:27   | Santa Ana        |
| Derrota       | 14–8 (1)  | Jeremy Horn         | Sumisión (rear-naked choke)             | WEC 4: Rumble Under the Sun            | 31 de agosto de 2002     | 1     | 0:54   | Uncasville       |
| Victoria      | 14–7 (1)  | Valentijn Overeem   | TKO (puñetazos)                         | WFA 2: Level 2                         | 5 de julio de 2002       | 1     | 2:24   | Las Vegas        |
| Victoria      | 13–7 (1)  | Curtis Crawford     | TKO (puñetazos)                         | WEC 3: All or Nothing                  | 7 de junio de 2002       | 1     | 1:00   | Lemoore          |
| Victoria      | 12–7 (1)  | Curtis Crawford     | TKO (puñetazos)                         | HFP 1: Rumble on the Reservation       | 30 de marzo de 2002      | 1     | 2:16   | Anza             |
| Victoria      | 11–7 (1)  | Vaughan Palelei     | KO (puñetazos)                          | UA 1: The Genesis                      | 27 de enero de 2002      | 1     | 1:33   | Hammond          |
| Derrota       | 10–7 (1)  | Wesley Correira     | TKO (puñetazos)                         | Shogun 1: Shogun 1                     | 15 de diciembre de 2001  | 1     | 1:08   | Honolulú         |
| Derrota       | 10–6 (1)  | Harout Terzyan      | Sumisión (armbar)                       | UP 1: Ultimate Pankration 1            | 11 de noviembre de 2001  | 1     | 3:23   | Cabazon          |
| Victoria      | 10–5 (1)  | Frank Blessing      | KO (puñetazos)                          | GC 6: Caged Beasts                     | 9 de septiembre de 2001  | 1     | 0:50   | Colusa           |
| Derrota       | 9–5 (1)   | Bozigit Ataev       | KO (spinning back kick)                 | Rings: 10th Anniversary                | 11 de agosto de 2001     | 1     | 1:09   | Tokio            |
| Victoria      | 9–4 (1)   | Dennis Taddio       | TKO (puñetazos)                         | IFC WC 14: Warriors Challenge 14       | 18 de julio de 2001      | 1     | 0:29   | California       |
| No presentado | 8–4 (1)   | Rich Franklin       | Sin resultado                           | IFC WC 11: Warriors Challenge 11       | 13 de enero de 2001      | 1     | N/A    | Fresno           |
| Derrota       | 8–4       | Andrei Arlovski     | Sumisión (armbar)                       | UFC 28: High Stakes                    | 17 de noviembre de 2000  | 1     | 0:55   | Atlantic City    |
| Victoria      | 8–3       | Brian Tolbert       | TKO (puñetazos)                         | Rings USA: Rising Stars Block A        | 11 de octubre de 2000    | 1     | 0:56   | Friant           |
| Victoria      | 7–3       | Jason Jones         | TKO (puñetazos)                         | Rings USA: Rising Stars Block A        | 11 de octubre de 2000    | 1     | 1:55   | Friant           |
| Derrota       | 6–3       | Bobby Hoffman       | TKO (sumisión a puñetazos)              | Rings USA: Rising Stars Final          | 30 de septiembre de 2000 | 1     | 1:34   | Moline           |
| Victoria      | 6–2       | Tommy Sauer         | TKO (puñetazos)                         | Rings USA: Rising Stars Final          | 30 de septiembre de 2000 | 2     | 4:29   | Moline           |
| Victoria      | 5–2       | Art Hughes          | KO                                      | CFF: The Cobra Classic 2000            | 26 de agosto de 2000     | 1     | 0:46   | Anza             |
| Derrota       | 4–2       | Bobby Hoffman       | Sumisión (neck crank)                   | Rings USA: Rising Stars Block A        | 15 de julio de 2000      | 1     | 3:12   | Orem             |
| Victoria      | 4–1       | Harry Moskowitz     | TKO (puñetazos)                         | Rings USA: Rising Stars Block A        | 15 de julio de 2000      | 1     | 0:47   | Orem             |
| Derrota       | 3–1       | Gan McGee           | TKO (sumisión a puñetazos)              | CFF: The Cobra Challenge 1999          | 11 de diciembre de 1999  | 1     | 3:09   | Anza             |
| Victoria      | 3–0       | Al Harlow           | KO                                      | WCNHBC: West Coast NHB Championships 3 | 6 de junio de 1999       | N/A   | N/A    | Los Ángeles      |
| Victoria      | 2–0       | Al Harlow           | KO (rodilla)                            | WCNHBC: West Coast NHB Championships 1 | 8 de diciembre de 1998   | 1     | 1:24   | Los Ángeles      |
| Victoria      | 1–0       | Ali Afra            | KO (puñetazos)                          | WCNHBC: West Coast NHB Championships 1 | 8 de diciembre de 1998   | 1     | 0:54   | Los Ángeles      |

## Carrera pornográfica
Fuera de las artes marciales, Brink llegó a tener una prolífera carrera como actor pornográfico bajo el nombre artístico de Dick Delaware, animado a entrar en la industria del cine para adultos tras conocer a un productor en una fiesta. Rodó su primera escena a finales de 2002, con 29 años, llegando a aparecer en más de 500 películas. Su escena debut tuvo lugar en Cum Drippers 4. Apareció en películas paródicas como Spider-Man XXX: A Porn Parody, This Ain't Terminator XXX, Thor XXX - An Axel Braun Parody o Family Guy - The XXX Parody.
La carrera de Brink en el cine para adultos se dio a conocer después de que apareciera en un episodio de la serie de televisión Intervention hablando de su adicción a la metanfetamina. Más tarde, Brink regresó a la industria para adultos.

### Premios y nominaciones
| Año  | Ceremonia    | Resultado | Premio                                  | Trabajo                       |
| ---- | ------------ | --------- | --------------------------------------- | ----------------------------- |
| 2005 | Premios AVN  | Nominada  | Mejor actor revelación                  | —                             |
| 2012 | Premios AVN  | Nominada  | Mejor actor de reparto                  | Spider-Man XXX: A Porn Parody |
| 2014 | Premios AVN  | Nominada  | Artista masculino no reconocido del año | —                             |
| 2014 | Premios XBIZ | Nominada  | Mejor actor en película parodia         | This Ain't Terminator XXX     |